# Verwandtenaffäre
Im April 2013 wurden mehrere Fälle von Vetternwirtschaft (Nepotismus) von Abgeordneten im Bayerischen Landtag bekannt. Sie hatten Ehepartner sowie Verwandte ersten und zweiten Grades aus den ihnen zur Verfügung stehenden öffentlichen Mitteln beschäftigt. Dieses wurde in Medien als Verwandtenaffäre, Gehaltsaffäre, Abgeordnetenaffäre, Familienaffäre, Beschäftigungsaffäre und Amigo-Affäre (nicht zu verwechseln mit der Amigo-Affäre von 1993) bezeichnet.
Bestand zunächst der Vorwurf nur gegen einige Abgeordnete der CSU, wurde später bekannt, dass insgesamt 79 bayerische Abgeordnete nach dem Jahr 2000 eine Übergangsregelung genutzt hatten und nach dem grundsätzlichen Verbot weiter Verwandte sowie Ehepartner als Mitarbeiter auf Staatskosten beschäftigt hatten, davon 56 Landtagsmitglieder von der CSU, 21 von der SPD, einer von den Grünen und ein Fraktionsloser, der früher den Grünen angehörte. Beschäftigungen weiter entfernter Verwandter wurden auch bei Mitgliedern der Freien Wähler publik. Dazu kamen je ein Fall bei der SPD und den Freien Wählern, wo Stiefsöhne nach dem Beschäftigungsverbot eingestellt wurden.

## Hintergrund
Ende 1999 hatte die aus sieben unabhängigen Mitgliedern bestehende Diätenkommission des Bayerischen Landtags – im Kontext einer Erhöhung der Mitarbeiterpauschale für Landtagsabgeordnete um 40 Prozent – gefordert, die Anstellungsverträge mit Ehepartnern oder nahen Verwandten zu beenden, wie es zu diesem Zeitpunkt bei 45 der 204 Abgeordneten der Fall war. Im März 2000 berichtete das Magazin Panorama über diese Praxis.
Mit Inkrafttreten des Gesetzes zur Änderung des Bayerischen Abgeordnetengesetzes am 1. Dezember 2000 wurde eine erste Änderung versucht. Demnach waren mit der Mitarbeiterpauschale nicht mehr erstattungsfähig: „Kosten für Verträge mit Personen, die mit dem Mitglied des Landtags verheiratet, im ersten Grad verwandt oder im ersten Grad verschwägert sind oder eine Lebenspartnerschaft im Sinn des Lebenspartnerschaftsgesetzes begründet haben.“ Allerdings wurde zeitgleich eine unbefristete Übergangsregelung für so genannte „Altfälle“, also Mitarbeiterverträge, die bereits vor in Kraft treten des Gesetzes bestanden, etabliert. In § 2 heißt es: „Art. 6 Abs. 7 Satz 2 findet auf die beim In-Kraft-Treten des Gesetzes bestehenden Verträge keine Anwendung.“ Diese Übergangsregelung wurde im Dezember 2000, im Juni 2004 und im Juli 2009 mit Beschlüssen von Präsidium und des Ältestenrats im Bayerischen Landtag ausdrücklich bestätigt und einstimmig als zulässig bezeichnet worden. Dem Ältestenrat gehören alle Fraktionen des Landtags an.
2002 forderte die unabhängige Diätenkommission den Bayerischen Landtag auf, die Altfälle zum Ende der Wahlperiode 2003 auslaufen zu lassen. Der damalige Landtagspräsident Johann Böhm teilte den Fraktionen in einem Schreiben mit, dass „Aufwendungen für die am 1. Dezember 2000 bestehenden Verträge auch über die 14. Wahlperiode hinaus erstattungsfähig“ bleiben. Interfraktionelle Arbeitsgruppe, Ältestenrat und Präsidium waren über diese ausdrückliche Verlängerung der Altfallregelung hinreichend informiert. Es wurde schriftlich festgehalten, „dass solche Verträge über die 14. Wahlperiode hinaus bestehen können.“
Der Verfassungsrechtler und Parteienkritiker Hans Herbert von Arnim wies im Mai 2011 im Rahmen seiner Untersuchung Abgeordnetenmitarbeiter: Reservearmee der Parteien? erneut auf die Altfälle im Bayerischen Landtag hin. Am 15. April 2013 veröffentlichte von Arnim ein Buch mit dem Titel Die Selbstbediener. Wie bayerische Politiker sich den Staat zur Beute machen. Im Rahmen des beginnenden Landtagswahlkampfes fand dessen Inhalt nun Beachtung. Die Thesen des Buches wurden von Landtagspräsidentin Barbara Stamm und Ministerpräsident Horst Seehofer zurückgewiesen. Der Vorsitzende der Freien Wähler Hubert Aiwanger, der das Buch gemeinsam mit von Arnim vorstellte, es aber erst drei Tage zuvor gelesen hatte, distanzierte sich von den Inhalten und der „Fundamentalkritik“.
Bayern und Brandenburg waren zu diesem Zeitpunkt die einzigen Bundesländer, die nur die Beschäftigung Verwandter ersten Grades den Abgeordneten untersagen. In Brandenburg war bereits eine Verschärfung geplant. Hamburg, Berlin, Nordrhein-Westfalen Thüringen und Baden-Württemberg verbieten auch die Anstellung Verwandter zweiten Grades, wie Geschwister. Im Saarland und Bremen gibt es keine Regelung, allerdings erhalten Abgeordnete nur eine Pauschale für Sachleistungen, nicht für Personal. In den übrigen Bundesländern und im Bund ist auch die Beschäftigung Verwandter dritten Grades verboten, beziehungsweise gilt ein allgemeines Verbot. In Berlin, Niedersachsen, Nordrhein-Westfalen und Hessen gilt zudem ein Über-Kreuz-Verbot: Abgeordnete dürfen demnach auch nicht Verwandte anderer Abgeordneter beschäftigen.

## Betroffene Abgeordnete
Am 3. Mai 2013 wurde von Barbara Stamm eine Liste mit Namen von Abgeordneten veröffentlicht, die die Altfallregelung nutzten und Ehepartner sowie Verwandte ersten Grades (Eltern, Kinder) beschäftigten. Hierauf fanden sich Politiker sämtlicher Landtagsfraktionen, außer der FDP und der Freien Wähler. Beide Parteien waren erst 2008 in den Bayerischen Landtag eingezogen. Vorwürfe gegen Politiker der Freien Wähler betrafen Beschäftigungsverhältnisse mit Verwandten zweiten oder dritten Grades (siehe unten). Auch Kabinettsmitglieder hatten Familienangehörige eingestellt. Der Bayerische Rundfunk befragte die Abgeordneten nach der Beschäftigung Verwandter zweiten Grades (Geschwister, Enkel, Großeltern) und veröffentlichte daraufhin eine entsprechende Liste. 16 Abgeordnete (zwölf von der CSU, drei von der SPD und ein verstorbener – anonym bleibender – Politiker) hatten erst kurz vor Inkrafttreten des Beschäftigungsverbots für nahe Angehörige am 1. Dezember 2000 eben solche Arbeitsverträge abgeschlossen.

### CSU
Georg Schmid trat als CSU-Fraktionschef zurück und kündigte an, bei den Landtagswahlen im Herbst nicht mehr anzutreten. Als Nachfolger Schmids als Fraktionsvorsitzender wurde am 26. April die ehemalige Sozialministerin Christa Stewens gewählt. Sie sieht ihre Hauptaufgabe in der kompletten Aufklärung der Affäre. Georg Winter trat wegen der Vorwürfe gegen ihn Ende April 2013 vom Vorsitz des Ausschusses für Staatshaushalt und Finanzfragen zurück.
Am 25. Juli 2014 schließlich erhob die Staatsanwaltschaft Augsburg Anklage gegen Schmid, der mindestens 340 000 Euro allein an Sozialversicherungsbeiträgen hinterzogen haben soll, indem er seine Frau „und eine weitere Mitarbeiterin“ 22 Jahre lang als Scheinselbständige beschäftigt habe. Ihm werden Vorenthalten und Veruntreuen von Arbeitsentgelt in 262 Fällen sowie Steuerhinterziehung in 59 Fällen vorgeworfen. Gleichzeitig wurde Schmids Ehefrau wegen Beihilfe sowie Steuerhinterziehung in zehn Fällen angeklagt. Der Prozess begann am 2. März 2015. Am 18. März 2015 wurde Georg Schmid vom Amtsgericht Augsburg zu 16 Monaten auf Bewährung sowie einer Geldstrafe von 120.000 Euro verurteilt. Seine Frau wurde bereits im Februar 2015 per Strafbefehl zur Zahlung von 240 Tagessätzen verurteilt.
Kultusminister Ludwig Spaenle zahlte über 37.000 Euro zurück. Das entspricht etwa den Zahlungen, die Spaenles Frau seit 2008 als Abgeordneten-Mitarbeiterin erhielt, als er Minister wurde. Justizministerin Beate Merk hat alle Gelder zurückgezahlt, die ihre Schwester erhielt. Landwirtschaftsminister Helmut Brunner will 13.500 Euro für soziale Zwecke zur Verfügung stellen; die Summe, die seine Frau seit seiner Übernahme des Ministerpostens 2008 erhalten hatte. Auch Innenstaatssekretär Gerhard Eck will das Honorar seiner Frau in die Staatskasse zurückzahlen. Kultusstaatssekretär Bernd Sibler wurde nicht aufgefordert, die Gelder zurückzuzahlen, weil er seine Frau nur bis 2007 beschäftigte und er erst später Mitglied des Kabinetts wurde. Als einziger Abgeordnete ohne Regierungsamt hat Georg Winter angekündigt, die seinen beiden Söhnen im Rahmen des über 12 Jahre dauernden Beschäftigungsverhältnisses gezahlten Gelder inklusive Lohnsteuer und Sozialversicherungsbeiträgen an die Staatskasse zurückzuüberweisen. Aufgrund der Minderjährigkeit der zu Beschäftigungsbeginn 13- und 14-jährigen Söhne befanden sich deren Anstellungen in einer rechtlichen Grauzone. Winter zahlte 90.000 Euro zurück.

#### Nutzung der Altfallregelung
Bei der CSU-Fraktion hatten 56 Abgeordnete die Altfallregelung genutzt, davon zwei Verstorbene aus der 14. Wahlperiode (1998–2003).
- Manfred Ach
- Franz Brosch
- Helmut Brunner*, Landwirtschaftsminister
- Gerhard Eck*, Staatssekretär
- Josef Eppeneder
- Herbert Ettengruber
- Ingrid Fickler
- Herbert Fischer
- Günter Gabsteiger
- Josef Göppel*
- Helmut Guckert
- Dieter Heckel
- Walter Hofmann
- Henning Kaul
- Robert Kiesel
- Rudolf Klinger
- Christian Knauer
- Alexander König*
- Jakob Kreidl
- Friedrich Loscher-Frühwald
- Christa Matschl
- Gerhard Merkl
- Herbert Mirbeth
- Helmut Müller
- Willi Müller
- Walter Nadler
- Johann Neumeier*
- Eduard Nöth*
- Rudolf Peterke
- Franz Josef Pschierer, Staatssekretär
- Hermann Regensburger
- Ludwig Ritter
- Eberhard Rotter
- Herbert Rubenbauer
- Heinrich Rudrof
- Berta Schmid*
- Georg Schmid
- Peter Schmid
- Siegfried Schneider, Ex-Kultusminister
- Helmut Schreck
- Rita Schweiger*
- Bernd Sibler*, Staatssekretär
- Ludwig Spaenle, Kultusminister
- Hans Gerhard Stockinger*
- Max Strehle
- Blasius Thätter
- Joachim Unterländer
- Jürgen Vocke
- Peter Welnhofer*
- Georg Winter*, Vorsitzender des Haushaltsausschusses
- Manfred Weiß
- Otto Zeitler
- Alfons Zeller
- Josef Zengerle

*kurzfristig vor dem Verbot Angehörige ersten Grades angestellt.

#### Beschäftigung Verwandter zweiten Grades
- Kurt Eckstein
- Albert Füracker
- Beate Merk, Justizministerin
- Tobias Reiß
- Berthold Rüth

### SPD
Als erster Oppositionspolitiker zahlte Harald Güller 7500 € an den Landtag zurück. Er hatte 2009 den Sohn seiner Frau aus ihrer ersten Ehe für zwei Monate eingestellt. Dieses Beschäftigungsverhältnis fiel somit nicht unter die Altfallregelung. Rechtlich war der Sohn ein Verwandter ersten Grades. Güller erklärte, er habe von dieser Rechtslage nichts gewusst. Erst nach Prüfung des Landtagsamts zahlte er die Mitarbeiterpauschale zurück. Später wurde bekannt, dass Güller seinen Stiefsohn bereits in den 1990er Jahren im Alter von 14 Jahren für monatlich umgerechnet 300 € für Büroarbeiten eingestellt hatte. Nachdem Ende Mai die Staatsanwaltschaft gegen Güller zu ermitteln begann, trat er am 28. Mai von seinen Ämtern als Parlamentarischer Geschäftsführer der SPD und schwäbischer SPD-Bezirksvorsitzender zurück. Seinen Spitzenplatz auf der Kandidatenliste der SPD Schwaben für die Landtagswahl im September konnte Güller nach dem Willen der vier stellvertretenden SPD-Bezirksvorsitzenden behalten. Im August 2014 wurde Güller vom Landgericht München zu einer Strafe von 120 Tagessätzen à 150 Euro, insgesamt 18.000 Euro verurteilt. Gleichzeitig stellte das Gericht aber fest, dass kein direkter Betrugsvorsatz vorlag.

#### Nutzung der Altfallregelung
Bei der SPD-Fraktion waren 21 Abgeordnete betroffen, die die Altfallregelung nutzten, davon 1 Verstorbener aus der 14. Wahlperiode (1998–2003)
- Dieter E. Appelt*
- Rainer Boutter
- Hermann Geiger
- Gerhard Hartmann
- Inge Hecht
- Anne Hirschmann
- Heinz Kaiser
- Heinz Köhler*
- Wilhelm Leichtle
- Heidi Lück
- Heinz Mehrlich
- Fritz Möstl
- Herbert Müller
- Hermann Josef Niedermeier
- Gudrun Peters*
- Renate Schmidt, später Bundesfamilienministerin
- Heiko Schultz
- Johannes Strasser
- Joachim Wahnschaffe
- Klaus Wolfrum

*kurzfristig vor dem Verbot Angehörige ersten Grades angestellt.

#### Beschäftigung Verwandter zweiten Grades
- Susann Biedefeld
- Maria Noichl
- Linus Förster[61]

### Grüne
Bei der Grünen-Fraktion nutzte die Abgeordnete Maria Scharfenberg die Altfallregelung. Ebenso der fraktionslose Abgeordnete Volker Hartenstein, der früher den Grünen angehörte. Thomas Gehring beschäftigte nach der Liste des Bayerischen Rundfunks einen Verwandten zweiten Grades.

### Freie Wähler
Gabriele Pauli gab am 6. Mai selbst bekannt, dass sie, damals den Freien Wählern zugehörig, einige Monate ihre Schwester beschäftigt hatte.
Claudia Jung musste Ende Mai einräumen, dass sie Ende 2012 ihren Stiefsohn einige Monate eingestellt hatte, um ihre digitale Datenbank zu überarbeiten. Gegen gültiges Recht entlohnte sie ihn aus der Mitarbeiterpauschale mit 2074 €. Die Staatsanwaltschaft prüfte die Einleitung von Ermittlungen, stellte das Verfahren nach Zahlung einer Geldauflage jedoch ein.
Bei den Freien Wählern wurden außerdem zwei Fälle dritten Grades bekannt: Günther Felbinger und Jutta Widmann, die jeweils ihre Nichten beschäftigten.
Hubert Aiwangers Mitarbeiter, der seit 2009 angestellt war, hatte zwei Jahre später dessen Schwester geheiratet. Während Aiwanger dieses Arbeitsverhältnis im Fernsehmagazin Report Mainz noch verteidigte, kündigte er einige Tage später an, den Mitarbeiter zukünftig aus eigenen finanziellen Mitteln bezahlen zu wollen.

## Folgen
Im Zuge der Bekanntmachung und Veröffentlichung der Vorgänge im April/Mai 2013 kam es zu heftigen Diskussionen in der Öffentlichkeit. Landtagspräsidentin Barbara Stamm kündigte an, die Vorschriften für Nebentätigkeiten und die Beschäftigung von Familienmitgliedern nach dem Vorbild des Bundestages noch vor der Sommerpause zu verschärfen. Die bestehenden Problemfälle sollten offengelegt werden und die betroffenen Kabinettsmitglieder wurden von Ministerpräsident Horst Seehofer aufgefordert, die Gelder, die sie aus der Pauschale zur Bezahlung von angestellten Verwandten nutzten, an die öffentliche Hand zurückzuzahlen.
Am 7. Mai 2013 teilte der Bayerische Oberste Rechnungshof mit, sowohl die Verschärfung des Abgeordnetenrechts als auch den Umgang mit den so genannten Altfällen zu überprüfen. ORH-Präsident Fischer-Heidlberger erklärte, der ORH werde prüfen, „wie die Landtagsverwaltung diese Regeln vollzogen hat“. Seine Behörde habe nicht die Absicht, die einzelnen Abgeordneten zu überprüfen, sondern das zuständige Landtagsamt. Es werde der Frage nachgegangen, ob der Landtag seine Kontrollaufgaben bei den Abgeordnetenbezügen ausreichend wahrgenommen habe. Darüber hinaus ist beabsichtigt die komplette Abgeordnetenfinanzierung zu überprüfen, also etwa auch die so genannte Kostenpauschale. In Bayern erhält derzeit jeder Abgeordnete zusätzlich zu seiner Entschädigung eine steuerfreie Kostenpauschale von 3 214 Euro (ab 1. Juli 2013: 3 282 Euro), ohne deren Verwendung detailliert nachweisen zu müssen.
Am 14. Mai veröffentlichten Abgeordnete aus allen Fraktionen, die nicht von den Vorwürfen betroffen waren, eine Erklärung, in der sie gegen die Schärfe der öffentlichen Auseinandersetzung und Berichterstattung protestierten, so gegen „Verunglimpfung des Bayerischen Landtags als ‚Freibier-Parlament‘, ‚Abzocker-Bude‘ und ‚Selbstbediener-Laden‘“.
Am 16. Mai 2013 beschloss der Bayerische Landtag, auf der Basis eines Gesetzentwurfes der CSU- und FDP-Fraktion vom 24. April 2013 und wie dann Anfang Mai von Seehofer angekündigt, ein verschärftes Abgeordnetengesetz, das ab 1. Juni 2013 die Beschäftigung von Familienmitgliedern bis zum vierten Verwandtschaftsgrad verbietet. Auch eine Beschäftigung von Verwandten anderer Abgeordneter ist nicht mehr gestattet – hier bis zum dritten Grad. Die Abrechnung der Gehälter von Abgeordnetenmitarbeitern soll ab Herbst – wie beim Deutschen Bundestag – durch die Parlamentsverwaltung (Landtagsamt) erfolgen. Dies soll auch für die Abrechnung von Dienst- und Werkverträge gelten.
Bis dahin noch bestehende Arbeitsverhältnisse von Verwandten, die durch die Abgeordnetenpauschale finanziert wurden, mussten gekündigt werden.

### Sonderbericht des ORH
Am 12. August 2013 veröffentlichte der Bayerische Oberste Rechnungshof (ORH) seinen Prüfungs-Sonderbericht zum Vollzug des Bayerischen Abgeordnetengesetzes – BayAbgG – durch das Landesamt. Überprüft worden waren für den Zeitraum 2010 bis einschließlich 2012 die Aufwendungen für die Beschäftigung von Mitarbeitern der Abgeordneten (Art. 8 BayAbgG), die Kostenpauschale (Art. 6 Abs. 2 BayAbgG), die besondere Aufwandsentschädigung für Funktionsträger (Art. 6 Abs. 6 BayAbgG) und die Erstattung für Informations- und Kommunikationseinrichtungen (Art. 6 Abs. 4 BayAbgG).
Der ORH kommt hinsichtlich der so genannten Verwandtenaffäre zu der Feststellung, dass die Erstattung von Geldern für die Beschäftigung von Ehegatten oder Verwandten bzw. Verschwägerten 1. Grades schon seit der Änderung des BayAbgG vom 1. Juli 2004 nicht mehr hätte erfolgen dürfen, bzw. ohne Rechtsgrundlage (weiter-)praktiziert wurde.
Am 1. Juli 2004 war die bis dahin geltende gesetzliche Regelung zur Mitarbeiterentschädigung – Art. 6 Abs. 7 Satz 2 BayAbgG (i. d. F. vom 1. Dezember 2000) – in Art. 8 Abs. 1 Satz 2 BayAbgG überführt worden. Nach Art. 8 Abs. 1 Satz 2 BayAbgG (i. d. F. vom 1. Juli 2004) wurden Erstattungen für Arbeitsverträge des Abgeordneten mit Ehegatten, Verwandten und Verschwägerten 1. Grades, sowie mit Lebenspartnern nach dem Lebenspartnerschaftsgesetz eindeutig ausgeschlossen. Die in § 2 Satz 2 (BayAbgG i. d. F. vom 1. Dezember 2000) getroffene Regelung für bereits vor dem 1. Dezember 2000 geschlossene Arbeitsverträge (so genannte „Altfälle“) blieb dabei unverändert. Die „Altfallregelung“ wurde weder ausdrücklich in die Neufassung übernommen noch aufgehoben (Erst am 22. Mai 2013 ist eine Aufhebung erfolgt). Die Ausnahmeregelung des § 2 Satz 2 (BayAbgG i. d. F. vom 1. Dezember 2000), die sich explizit auf Art. 6 Abs. 7 Satz 2 des BayAbgG bezog, griff damit nach der Gesetzesänderung vom 1. Juli 2004 in Leere, denn diese Ausnahmeregelung hätte sich nun auf Art. 8 Abs. 1 Satz 2 des BayAbgG (i. d. F. vom 1. Juli 2004) beziehen müssen, da der bisherige Art. 6 Abs. 7 Satz 2 des BayAbgG aufgehoben wurde. Diese notwendige Folgeänderung wurde aber nicht vorgenommen. Somit wurde die Beschäftigung von Ehegatten, Verwandten und Verschwägerten 1. Grades ab dem 1. Juli 2004 ohne jede Rechtsgrundlage praktiziert (bzw. weiter fortgeführt).
Der ORH vertrat daher die Auffassung, dass die nach dem 1. Juli 2004 gezahlten Erstattungen für Arbeits-, Dienst- und Werksverträge mit Ehegatten, Verwandten und Verschwägerten 1. Grades zurückgefordert werden sollten.

### Urteil des Bayerischen Verfassungsgerichtshofes
Im Mai 2014 entschied der Bayerische Verfassungsgerichtshof, dass die bayerische Staatsregierung der Landtagsopposition darüber Auskunft geben muss, wie viel Geld aus Haushaltsmitteln die fünf Kabinettsmitglieder Spaenle, Brunner, Merk, Pschierer, Sibler sowie Eck ihren Familienmitgliedern gezahlt hatten. Die Staatsregierung war der Meinung gewesen, dass das Landtagsamt für die Beantwortung zuständig sei. Die Welt wertete dies als „kräftige Ohrfeige für die Staatsregierung“.